# Tossal de Ventafarines
El Tossal de Ventafarines és una muntanya de 194 metres que es troba entre els municipis d'Aitona i Seròs, a la comarca catalana del Segrià. Al cim podem trobar-hi un vèrtex geodèsic (referència 248123001).